# Mario José Serra
Mario José Serra (* 12. März 1926 in Buenos Aires; † 9. Juli 2005) war römisch-katholischer Weihbischof in Buenos Aires. 

## Leben
Mario José Serra empfing am 4. Dezember 1949 die Priesterweihe.
Am 28. Mai 1975 wurde er durch Papst Paul VI. zum Weihbischof in Buenos Aires und Titularbischof von Mentesa ernannt. Der Erzbischof von Buenos Aires, Juan Carlos Aramburu, spendete ihm am 8. August desselben Jahres die Bischofsweihe; Mitkonsekratoren waren Vicente Faustino Zazpe, Erzbischof von Santa Fe de la Vera Cruz und Eduardo Francisco Pironio, Bischof von Mar del Plata.
Am 8. Februar 2002 nahm Papst Johannes Paul II. seinen altersbedingten Rücktritt an.
Im Alter von 79 Jahren starb er am 9. Juli 2005.	